# Myrmeleon (Nehornius) dolosus
Myrmeleon (Nehornius) dolosus is een insect uit de familie van de mierenleeuwen (Myrmeleontidae), die tot de orde netvleugeligen (Neuroptera) behoort. 
Myrmeleon (Nehornius) dolosus is voor het eerst wetenschappelijk beschreven door Walker in 1853.